# Martin Chaloupka
Martin Chaloupka (17. května 1947 Karviná - 17. července 2015) byl český kameraman, pracující pro Českou televizi, známý především jako iniciátor stavby orloje v Kryštofově Údolí, nevšední sochy psa, zbudování muzea betlémů, rekonstrukce márnice a dalších zajímavostí v této obci..

## Život
Po vystudování stavební průmyslovky v Kadani se věnoval práci osvětlovače v divadle. Jeho prvním zaměstnavatelem bylo Krušnohorské divadlo v Teplicích. Když v oboru osvětlovač získal vyuční list i osvědčení, přesunul se do Činoherního studia a Státním divadle Zdeňka Nejedlého v Ústí nad Labem. Později byl jeho domovem i působištěm Liberec a tamní Divadlo F. X. Šaldy.
První kontakt s televizní profesí měl v 80. letech 20. století, kdy se stal asistentem kameramana v Československé televizi a později i samostatným kameramanem. V té době zakoupil chalupu v Kryštofově údolí. Po rekonstrukci chalupy se začal věnovat aktivitám, vedoucím k zviditelnění a obohacení obce. Vybudoval zde hřitě pro minigolf, opravil márnici a pořídil do ní kopie původně zde umístěných osmi deskových obrazů s motivy Tance smrti (originály Totentanz z poloviny 18. století vlastní Severočeské muzeum v Liberci). Veselejší téma představuje socha psa, močícího na kámen, obdoba známé sošky čůrajícího chlapce v Bruselu. Zasloužil se o historické místní sochy, takže na řeku Rokytka opět shlíží z lávky socha sv. Jana Nepomuckého a také se postaral o opravu sochy sv. Václava. Atrakcí obce se stalo malé muzeum betlémů, které sháněl po okolí a restauroval. Novodobý betlém autora Josefa Jíry pochází z roku 1999, nejstarší je pak z roku 1846.
Nejvýraznějším jeho počinem je orloj, umístěný na bývalé, k likvidaci určené trafostanici.. Vzhledem ke svým kontaktům se patrony či adoptivními rodiči sošek apoštolů na orloji stali vyznamní umělci, mezi nimiž jsou Jiřina Bohdalová, Martin Dejdar, Jiří Lábus či Marcela Augustová. Sošky jsou prací řezbáře Václava Plechatého, o jejich rozpohybování se zasloužil Jiří Otmar. Sluneční hodiny Martina Chaloupky byly jeho artefaktem, určeným na vlastní hrob.
V roce 2014 byl oceněn krajským hejtmanem za celoživotní přínos v oblasti zachování lidových tradic v regionu.
V roce 2023 nastal spor mezi Libereckým krajem a dcerou Martina Chaloupky, která plánuje přesunout orloj, muzeum i sochu psa do jiné obce.